# Thymoites unimaculatus
Thymoites unimaculatus là một loài nhện trong họ Theridiidae.
Loài này thuộc chi Thymoites. Thymoites unimaculatus được James Henry Emerton miêu tả năm 1882.